# العسافية
العسافية بلدية بولاية الأغواط تابعة إداريا لدائرة سيدي مخلوف وتبعد عن مقر ولاية الأغواط ب 14 كم حيث يفصلهما البرج السنوسي الذي يبعد عنها ب 10 كم. تتكون من قريتين يسمان العسافية والعسافية الشرقية تتميز بلدية العسافية بكونها ذات طابع فلاحي صرف وذلك لقربها من سهل تاونزة الخصب حيث يفصلها عنه حوض وادي امزي بعرض 3 كم تقريبا.
تقع في الجزءالشرقي من ولاية الأغواط لها حدود إدارية مع كل من بلديات قصر الحيران، مسعد ب(ولاية الجلفة),سيدي مخلوف مقر الدائرة والأغواط التي تفصلها عنها منطقة البرج السنوسي.

## أصل التسمية
يرجع اسم العسافية إلى عصر غالم بن ذياب قائد نواحي مدينة الأغواط وملك المواشي، كانت ماشيته ترعى بوادي مزي بمنطقة تاونزة وكانت تسقى من ينبوع بوادي العسافية يعرف اليوم بالنقارة. أقام غالم بن ذياب حراسة على هذا الينبوع وهكذا راج الخبر بين الرحل وقطاع الطرق ينذرون بعضهم البعض بـالعسا- فيها أي الحراسة عليها ولهذا تعرف اليوم بالعسافية.

## التاريخ
أول من سكن منطقة العسافية هم أولاد سيدي عيسى من قبيلة المعامرة، بنوا فيها بعض المنازل فكانوا يستقرون فيها شتاءً ويرتحلون صيفا إلى جبل العمور. سنة 1660 م قدمت قبيلة الميغازي من القرارة وقيل من منطقة دمد ببسكرة فاشتروا المساكن من أولاد سيدي عيسى وقيل أن بعضها أخد عنوة منهم ما دفعهم إلى الرحيل والاستقرار بمنطقة الفتحة ببلدية بن ناصر بن شهرة.
يذكر أن قبيلة ميغازي عاشو سعداء مدة نصف قرن قبل أن تحطم عاصفة هوجاء العسافية، مما إضطر سكانها ألى الرحيل والبحث عن مكان آخر. يقال أن القبيلة سكنت مدة من الزمن بمنطقة تدعى بـ الفج مع قبيلة رحمان. عاودت القبيلة بناء قصر العسافية سنة 1706 م لكن بسبب الفتن والحروب سارع سكان القصر إلى الفرار رفقة العروش المجاورة. خلال سنة 1825 م أعيد بناء المنازل من قبل الميغازي فعرفت بذلك العسافية الاستقرار والازدهار في الزراعة.
قدم الحاج المشري بن حرزالله إلى العسافية فعاش بها وتناسل فيها ويعرف نسله بالمشاري وهو فرع من عرش الزكازكة التابعة لقبيلة الأرباع. هجر المشاري العسافية ليبنوا قرية خاصة بهم بالشرقية غير بعيد عن القصر واستقرت بها إلى يومنا هذا.

### خلال فترة الثورة
شاركت منطقة العسافية في الثورة الجزائرية وقدمت العديد من الشهداء منهم:
- العقون محي الدين (1906-1957)
- مشراوي العلمي (1937-1958)
- مشراوي جلول (1935/08-1958)
- يوسفي المشري (1926-1959).

## جغرافيا
|             | سيدي مخلوف |                 |
| سد رحال     | إسم ؟      | الأغواط         |
| قصر الحيران |            | بن ناصر بن شهرة |

## التقسيم الإداري
تنقسم بلدية العسافية إلى مجمعين سكنيين (قريتين) هما:
- العسافية:
- العسافية الشرقية: يبلغ عدد سكانها 800 شخص نشاطهم الفلاحة من زراعة وتربية الماشية[4]

## البنية التحتية
- التعليم والتكوين: يضم قطاع التعليم ببلدية العسافية ثانوية (الشهيد مصطفى بن بولعيد) تبلغ قدرة استيعابها 800 مقعد بيداغوجي[5] مزودة بداخلية تتسع لـ 200 سرير[6] ومركز للتكوين المهني بسعة 200 منصب بيداغوجي[6] تم تدشينهما في ديسمبر 2011 أثناء زيارة الرئيس عبد العزيز بوتفليقة و10 وزراء لولاية الأغواط[6] بالإضافة إلى قاعة للمطالعة.[5]
- التعليم الأصلي: يوجد بالمدينة المدرسة القرآنية المالكية وهي تعنى بالتربية الدينية الإسلامية على النهج المالكي وتحفيظ القرآن تم تدشينها في 24 ديسمبر 2011.
- الشباب والرياضة: مسبح ومركب رياضي بمساحة 7.400 متر مربع به قاعة متعددة الرياضات وقاعة للنشاطات ومكتبة وملاعب لممارسة الرياضات الجماعية كما تضم البلدية أيضاً دار للشباب و30 محلا مهنيا وحرفيا.[5]

## السياحة
- قصر العسافية :  يقع وسط مدينة العسافية ويعرف بالقصر القديم وهو من بين الآثار والمعالم السياحية بها. ما زالت آثاره بارزة للعيان كمعلم هندسي معماري رائع يرجع تأسيسه إلى القرن السابع عشر. كان القصر محصن بسور وله بابين واحد شرقي والآخر غربي، يضم القصر مسجداً عتيق (تم هدمه وإعادة بنائه)، كما تحيط بالقصر بساتين بها أشجار وبمحاذاة عين ماء (ساقية). تبلغ مساحة القصر حوالي هكتار ونصف.

- الفقارات : عددها 17 وهي من الآثار النادرة جدا.[7]

- الجابيات : وهي فقارات كبيرة مفتوحة على شكل مخروط، وتعتبر نوع فريد من الفقارات في الوطن العربي بأكمله.

- منطقة الفج السياحية : تقع على الحدود مع ولاية الجلفة عبارة عن متنزه تتألف من النخيل و الواد و الجبل .[8]

## أعلام المدينة
- عبد القادر حجوجة ولد وتوفي بالعسافية (1919، 1985)